# Sacoila
Sacoila es un género de orquídeas de hábito terrestre, perteneciente a la subfamilia Orchidoideae. Se encuentra en América desde Canadá hasta Chile.

## Especies
A continuación se brinda un listado de las especies del género Sacoila aceptadas hasta mayo de 2011, ordenadas alfabéticamente. Para cada una se indica el nombre binomial seguido del autor, abreviado según las convenciones y usos y la publicación válida.
1. Sacoila argentina (Griseb.) Garay, Bot. Mus. Leafl. 28: 351 (1980 publ. 1982).
2. Sacoila duseniana (Kraenzl.) Garay, Bot. Mus. Leafl. 28: 351 (1980 publ. 1982).
3. Sacoila foliosa (Schltr.) Garay, Bot. Mus. Leafl. 28: 351 (1980 publ. 1982).
4. Sacoila hassleri (Cogn.) Garay, Bot. Mus. Leafl. 28: 351 (1980 publ. 1982).
5. Sacoila lanceolata (Aubl.) Garay, Bot. Mus. Leafl. 28: 352 (1980 publ. 1982).
6. Sacoila squamulosa (Kunth) Garay, Bot. Mus. Leafl. 28: 352 (1980 publ. 1982).